# Politický okres Jablonec nad Nisou

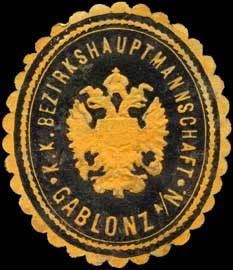
Úřední pečeť Okresní úřadu v Jablonci

Politický okres Jablonec nad Nisou (německy Bezirk Gablonz an der Neiße) byl v letech 1868–1918 politický okres v Českém království. Sídlem okresního hejtmanství bylo v Jablonci nad Nisou. Okres zahrnoval oblasti v dnešním Libereckém kraji.
V roce 1918 připadlo území nově vzniklému Československu, od roku 1993 je součástí České republiky.

## Historie
Moderní politické okresy Předlitavsku vznikly v roce 1868 v rámci oddělení politické správy od soudní.
Okres Jabonec (Gablonz an der Neisse) vznikl v roce 1868 ze soudních okresů Tanvald (Tannwald) a Jablonec (Gablonz an der Neisse). Okres zahrnoval celkem 31 obcí a 33 katastrálních částí.

### Obyvatelstvo
V roce 1869 v okrese žilo 52 428 obyvatel ve 22 obcích. V roce 1890 měl okres 84 547 obyvatel žijících ve 30 obcích na území 210,22 km².
V roce 1910 zde žilo 98 991 obyvatel na ploše 210,11 km², z nichž 90 939 uvedlo němčinu a 6 568 češtinu jako svůj obcovací jazyk a 1 484 uvedlo jiný jazyk nebo cizí státní příslušnost.

### Obce
Na konci roku 1914 zahrnoval Politcký okres Jablonec nad Nisou/Gablonz an der Neisse 31 obcí: 
Albrechtsdorf (Albrechtice), Antoniwald (Antonínov), Dalleschitz (Dalešice), Dessendorf (Desná), Untermaxdorf (Dolní Maxov), Obermaxdorf (Horní Maxov), Labau (Huť), a Gablonz na Nise (Jablonec), Schlag (Jablonecké Paseky), Johannesberg (Janov), Hennersdorf (Jindřichov), Josefsthal (Josefův Důl), Kukan (Kokonín), Schumburg-Gistei (Krásná-Jistebsko), Lautschnei (Loučná), Wiesenthal Neisse (Lučany), Luxdorf (Lukášov), Marschowitz (Maršovice), Grünwald bei Gablonz an der Neiße (Mšeno), Neudorf (Nová Ves nad Nisou), Polaun (Polubný), Stephansruh (Příchovice), Proschwitz (Proseč), Puletschnei (Pulečný), Radl (Rádlo), Reichenau (Rychnov), Reinowitz (Rýnovice), Morchenstern (Smržovka), Schumburg an der Desse (Šumburk nad Desnou), Tannwald (Tanvald) a Waxwing (Vrkoslavice).